# Johnstown (Ohio)
Johnstown es una villa ubicada en el condado de Licking en el estado estadounidense de Ohio. En el Censo de 2010 tenía una población de 4632 habitantes y una densidad poblacional de 613,95 personas por km².

## Geografía
Johnstown se encuentra ubicada en las coordenadas 40°8′57″N 82°41′13″O / 40.14917, -82.68694. Según la Oficina del Censo de los Estados Unidos, Johnstown tiene una superficie total de 7.54 km², de la cual 7.52 km² corresponden a tierra firme y (0.31%) 0.02 km² es agua.

## Demografía
Según el censo de 2010, había 4632 personas residiendo en Johnstown. La densidad de población era de 613,95 hab./km². De los 4632 habitantes, Johnstown estaba compuesto por el 97.13% blancos, el 0.6% eran afroamericanos, el 0.45% eran amerindios, el 0.52% eran asiáticos, el 0% eran isleños del Pacífico, el 0.41% eran de otras razas y el 0.89% pertenecían a dos o más razas. Del total de la población el 1.79% eran hispanos o latinos de cualquier raza.